# Jascha Heifetz

Heifetz beim Lesen der Kritik im „Musical America“ nach seinem Debüt am 27. Oktober 1917

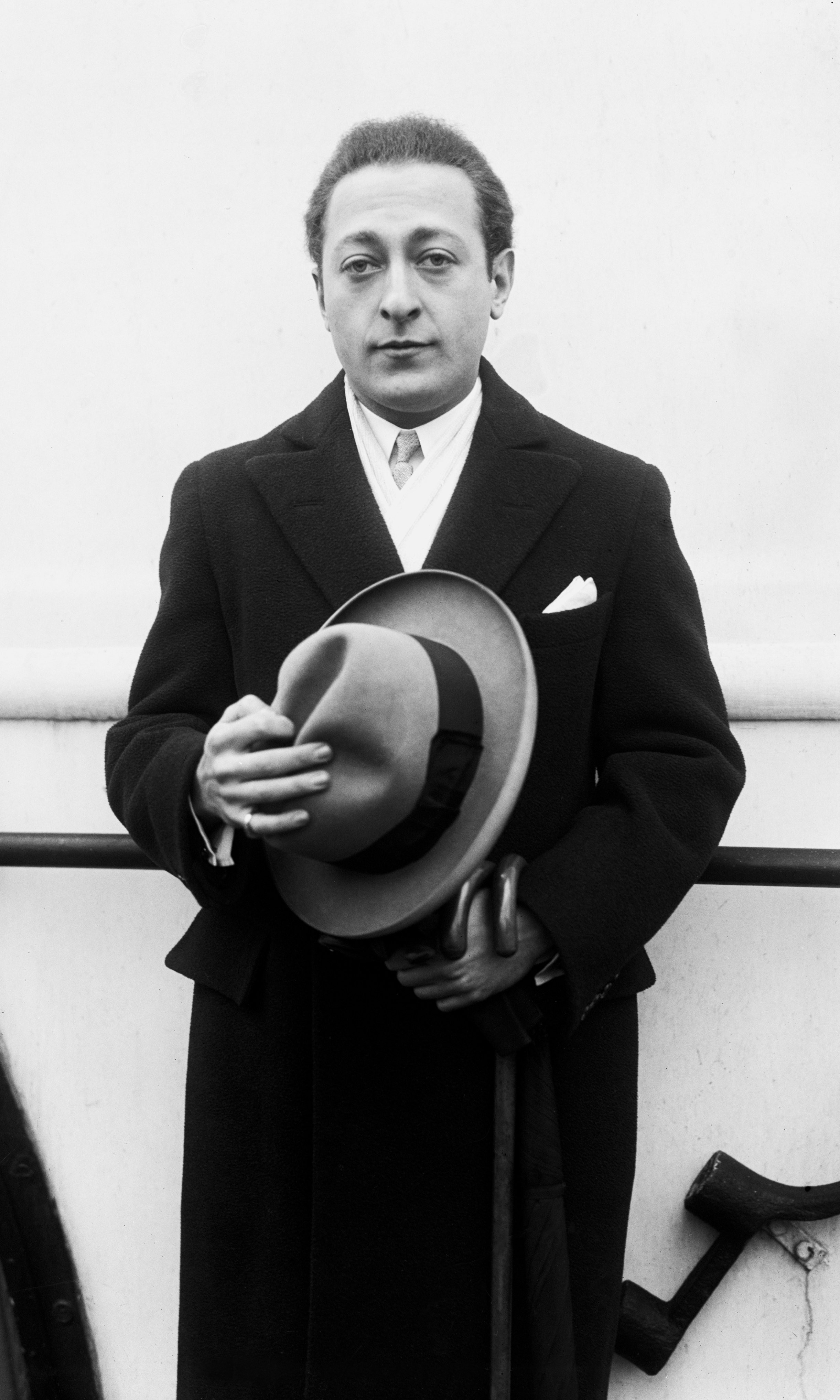
Jascha Heifetz (um 1920)

Jascha Heifetz (ursprünglich russisch Иосиф Рувимович Хейфец, Jossif Ruwimowitsch Heifetz; * 20. Januarjul. / 2. Februar 1901greg. in Vilnius, Russisches Kaiserreich; † 10. Dezember 1987 in Los Angeles, Kalifornien, USA) war ein russisch-amerikanischer Violinist. Er war einer der bekanntesten Violinisten des 20. Jahrhunderts.

## Leben
Heifetz wurde als Sohn einer jüdischen Familie in Vilnius geboren. Sein Vater Ruvim Heifetz war Berufsgeiger. Er begann mit der Ausbildung seines Sohnes, als dieser drei Jahre alt war. Mit fünf Jahren wurde Heifetz an der kaiserlichen Musikschule von Elias Malkin unterrichtet und spielte als Wunderkind bereits im Alter von sechs Jahren das Violinkonzert von Felix Mendelssohn Bartholdy. 1910 nahm ihn erst Ovanes Nalbandian (Ioannes Arakelovich Nalbandian, 1871–1942) und ab 1911 der bedeutende Geigenpädagoge Leopold Auer in seine Meisterklasse am Sankt Petersburger Konservatorium auf. Erste Auslandserfahrung sammelte Heifetz in Deutschland, wo er im Mai 1912 in Berlin und im Februar 1914 im Leipziger Gewandhaus Konzerte gab. Bereits im Oktober 1912 (Dirigent: Arthur Nikisch) und später nochmals im Januar 1933 (Dirigent: Hermann Abendroth (Dirigent)) trat er als Solist mit den Berliner Philharmonikern auf.
Im Alter von 11 Jahren wurde sein Spiel von Julius Block auf Wachswalze aufgenommen. Diese befindet sich heute in St. Petersburg.
Im Jahre 1917 wanderte er in die Vereinigten Staaten von Amerika aus, wo er noch im gleichen Jahr in der Carnegie Hall, New York City, sein Konzertdebüt gab. In den darauf folgenden Jahren festigte sich sein Ruf als berühmter Geiger. In den Jahren darauf folgten Konzertreisen mit bekannten Dirigenten und Orchestern nach Australien, Asien, Europa und Amerika. Bis zu 200 Konzerte gab er jährlich. Im Jahre 1925 wurde er in den USA eingebürgert. Nach der Machtergreifung des NS-Regimes 1933 trat Heifetz nicht mehr in Deutschland auf, blieb aber der deutschen Musik treu. Die NS-Propaganda behauptete, sein Spiel wäre gefühlskalt; sie stilisierte ihn zu einem typischen Beispiel eines seelenlosen jüdischen Geigers. Trotz der offenkundigen Substanzlosigkeit der Vorwürfe wurden sie oft wiederholt. 
1953 wurde Heifetz nach einem Konzert in Jerusalem, in dem er entgegen einem Verbot auch die Violinsonate von Richard Strauss gespielt hatte, von einem Unbekannten tätlich angegriffen.
Heifetz interpretierte als Spätromantiker mit großem Gefühl auf sehr individuelle Weise im Geist seiner Zeit. Seine Beherrschung des Instrumentes galt als unübertroffen, die Präzision seines Spieles setzte Maßstäbe. Auffälligste Eigenart seines Spieles war seine intensive Tongebung. Dabei verzichtete er darauf, sein Spiel durch Bewegungen seines Körpers zu unterstreichen, weder bei technisch-virtuosen noch bei lyrischen Passagen.

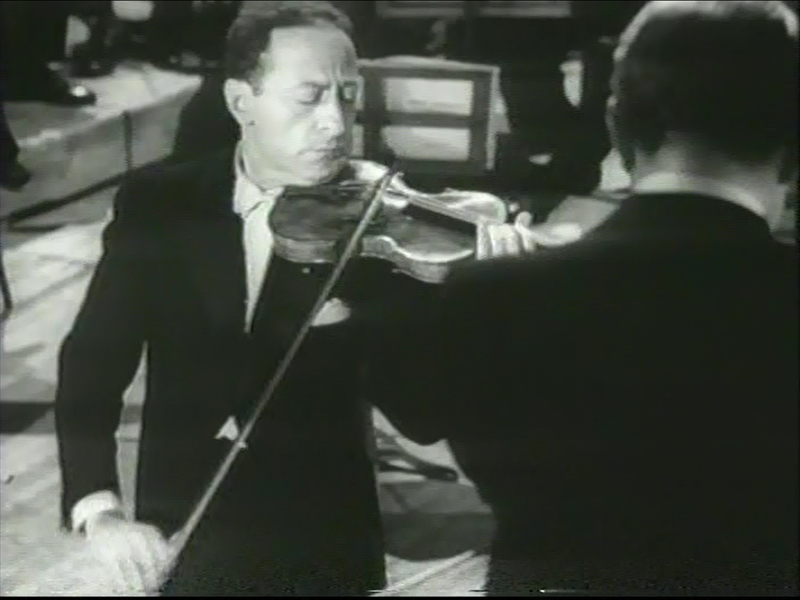
Jascha Heifetz bei einem Konzert in der Carnegie Hall 1947

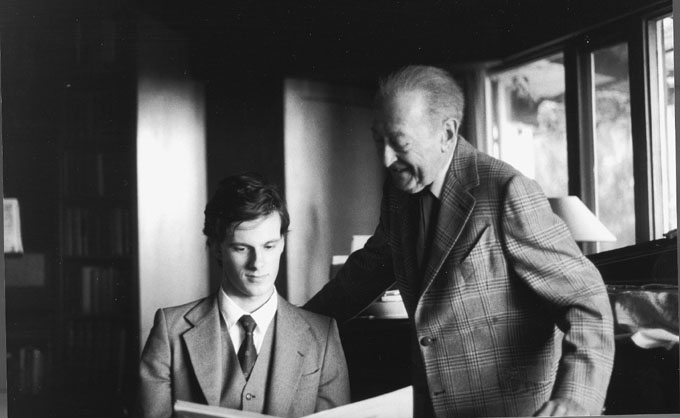
Rudolf Koelman (links) und Jascha Heifetz (1979)

Er wurde 1959 zum Professor für Violine an der  Universität von Südkalifornien ernannt und unterrichtete dort bis 1983. Seine bekanntesten Schüler waren Pierre Amoyal, Erick Friedman, Eugene Fodor und Rudolf Koelman. Nach ihm wurde die Stiftungsprofessur „Jascha Heifetz Chair of Music“ eingerichtet, die an herausragende Violinist(inn)en zeitbegrenzt vergeben wird. Seine charakteristischen Eigenschaften als Violinpädagoge – genaues Zuhören und sparsames exemplarisches Eingreifen – belegte er schon früh in zahlreichen Tonfilmdokumenten. Auch seine Tätigkeit als Teilnehmer eines prominenten Klaviertrios (mit Arthur Rubinstein, Piano, und Gregor Piatigorsky, Violoncello) ist durch ein in ein längeres Video umgewandeltes Tonfilmfragment exemplarisch belegt.
Heifetz hat mit Ausnahme des Konzerts von Dvořák zahlreiche Violinkonzerte der Klassik und Romantik eingespielt; darüber hinaus galten oder gelten seine Aufnahmen der Konzerte von Erich Wolfgang Korngold, Miklós Rózsa, Sergej Prokofjew, William Walton und anderen seiner Zeitgenossen wegweisend.
Heifetz hat zahlreiche Transkriptionen und Bearbeitungen veröffentlicht und viele kammermusikalische Werke. Besonders bekannt sind die schon erwähnten Klaviertrio-Einspielungen gemeinsam mit Arthur Rubinstein (Klavier) und Emanuel Feuermann (Cello) (bzw. später mit Gregor Piatigorsky), eine Besetzung, die unter dem Spitznamen „Million Dollar Trio“ in die Musikgeschichte einging.
Seine musikalische Laufbahn ist nahezu lückenlos auf Bild- und  Tonträgern dokumentiert, wobei vor allem die Tonträger durch ihre Qualität überzeugen. Das Œuvre wurde unter den Titeln The Heifetz Collection bei BMG und The Complete Album Collection bei Sony veröffentlicht. Sein Abschiedskonzert gab er am 23. Oktober 1972 in Los Angeles (Dorothy Chandler Pavilion) u. a. mit drei Sätzen aus der Partita Nr. 3 E-dur für Violine allein von Johann Sebastian Bach, die das makellose Solospiel des 71-Jährigen dokumentieren.
Heifetz war zweimal verheiratet, von 1928 bis 1946  mit Florence Vidor. Aus dieser Ehe gingen zwei Kinder hervor, Josefa und Robert. Mit Frances Spiegelberg (1911–2000) war er von 1947 bis 1963 verheiratet. Aus dieser Ehe ging der Sohn Joseph („Jay“) hervor. Beide Ehen endeten mit einer Scheidung.
Über sein Geburtsjahr besteht Uneinigkeit. Das Geburtsjahr der „offiziellen“ Biographie lautet 1901, gelegentlich werden aber auch 1899 oder 1900 angegeben. Jaschas Mutter soll ihn heimlich zwei Jahre jünger gemacht haben. Ein Grund dafür ist nicht bekannt.
Heifetz besaß drei Violinen: eine Carlo Tononi, eine Stradivari und eine Guarneri del Gesù, sein bevorzugtes Konzertinstrument.
Sein Enkel Danny Heifetz (* 1964) ist ebenfalls als Musiker aktiv. Er war von 1989 bis 2000 Schlagzeuger bei Mr. Bungle.

## Filmografie
- Peter Rosen: God's Fiddler: Jascha Heifetz (2011).
- Nathan Kroll: The Heifetz Master Class Vol. 1–3 (1962).
- Meister der Musik, Originaltitel Of Men and Music (1951)[5]
- Carnegie Hall (1947)[6]
- Musik fürs Leben, Originaltitel They Shall Have Music (1939)[7]